# Tamás Gábor
Tamás Gábor (ur. 24 kwietnia 1932 w Budapeszcie, zm. 6 maja 2007 tamże) – węgierski szpadzista, złoty medalista olimpijski i wielokrotny medalista mistrzostw świata.
Na igrzyskach olimpijskich w Rzymie w 1960 roku był czwarty w zawodach drużynowych, a w turnieju indywidualnym odpadł w ćwierćfinałach. Na rozgrywanych cztery lata później igrzyskach olimpijskich w Tokio w 1964 roku Węgrzy w składzie: Győző Kulcsár, Zoltán Nemere, Tamás Gábor, István Kausz i Árpád Bárány zwyciężyli w zawodach drużynowych. Indywidualnie tym razem nie startował.
Podczas mistrzostw świata w Paryżu w 1957 roku wspólnie z Lajosem Balthazárem, Árpádem Báránym, Barnabásem Berzsenyim, Ferencem Czvikovszkym i Istvánem Kauszem zdobył srebrny medal w zawodach drużynowych. W tej samej konkurencji Węgrzy z Gáborem w składzie zdobywali następnie złoty medal na mistrzostwach świata w Budapeszcie (1959), srebrne podczas mistrzostw świata w Filadelfii (1958) i mistrzostw świata w Buenos Aires (1962) oraz brązowy na mistrzostwach świata w Gdańsku (1963). Ponadto wywalczył też brązowy medal indywidualnie na mistrzostwach świata w Turynie w 1961 roku, plasując się za Francuzem Jacquesem Guittetem i Szwedem Hansem Lagerwallem.
Pięciokrotnie zdobywał mistrzostwo Węgier, w tym indywidualnie w 1961 roku i drużynowo w latach 1957–1960.
Po zakończeniu kariery pracował jako trener. Prowadził między innymi węgierskich szpadzistów w latach 1977-1980. 